# Dombeya cannabina
Dombeya cannabina är en malvaväxtart som beskrevs av Hilsenb., Amp; Boj. och William Jackson Hooker. Dombeya cannabina ingår i släktet Dombeya och familjen malvaväxter. Inga underarter finns listade i Catalogue of Life.